# Amir Bradaric
Amir Bradaric (* 11. September 1974 in Wien) ist ein ehemaliger österreichischer Fußballspieler und jetziger -trainer.

## Karriere

### Als Spieler
Bradaric begann seine Karriere beim SK Rapid Wien. Im September 1994 debütierte er für die Profis von Rapid in der Bundesliga, als er am fünften Spieltag der Saison 1994/95 gegen den SK Vorwärts Steyr in der 72. Minute für Patrick Jovanovic eingewechselt wurde. Insgesamt absolvierte er drei Spiele für Rapid in der höchsten österreichischen Spielklasse.
Im Jänner 1995 schloss er sich dem Regionalligisten Floridsdorfer AC an, für den er ein halbes Jahr lang aktiv war. Zur Saison 1995/96 wechselte er zum Zweitligisten SV Spittal/Drau. Sein erstes Spiel für die Kärntner in der 2. Division absolvierte Bradaric im August 1995 gegen den SV Flavia Solva. Im September 1995 erzielte er bei einem 4:2-Sieg gegen den SAK Klagenfurt seinen ersten Treffer in der zweithöchsten Spielklasse. Bis Saisonende kam er insgesamt zu 29 Zweitligaspielen für Spittal, in denen er vier Tore erzielte.
Zur Saison 1996/97 wechselte er zum Ligakonkurrenten und Bundesligaabsteiger Vorwärts Steyr. In seiner ersten Saison für Steyr absolvierte er 29 Zweitligaspiele, in denen er fünf Tore erzielte. Als Tabellenzweiter der 2. Division trat er mit Steyr gegen den Bundesliga-Tabellenletzten SCN Admira/Wacker in der Relegation an, in der man nach einem Remis und einer Niederlage allerdings an den Niederösterreichern scheiterte. Bradaric erzielte beim 2:2-Remis im Hinspiel auch einen Treffer. Im Jänner 1998 verließ er die auf dem ersten Tabellenplatz liegenden Steyrer und wechselte nach Deutschland zum Zweitligisten SV Meppen. Im Februar 1998 debütierte er in der 2. Bundesliga, als er am 18. Spieltag der Saison 1997/98 gegen den FSV Zwickau in der 68. Minute für Carsten Marell ins Spiel gebracht wurde. Im März 1998 erzielte er bei einer 4:3-Niederlage gegen Fortuna Düsseldorf sein einziges Tor für Meppen in der 2. Bundesliga. Zu Saisonende musste er mit dem Verein als Tabellenletzter in die Regionalliga absteigen, der Rückstand auf einen Nichtabstiegsplatz betrug 13 Punkte.
Nachdem er den Saisonstart in der dritthöchsten Spielklasse noch bei Meppen absolviert hatte, kehrte er im August 1998 zu Vorwärts Steyr zurück, die ohne Bradaric in die Bundesliga aufgestiegen waren. Im ersten Spiel nach seiner Rückkehr erzielte er prompt bei einem 2:1-Sieg der Oberösterreicher gegen den FC Tirol Innsbruck sein erstes Tor in der Bundesliga. Nach einem halben Jahr bei Steyr verließ er den Verein im Jänner 1999 jedoch wieder und schloss sich dem Ligakonkurrenten SV Austria Salzburg an. Für die Salzburger absolvierte er in seinem halben Jahr beim Verein 18 Spiele in der Bundesliga und erzielte dabei einen Treffer. Während der bereits laufenden Saison 1999/2000 verließ er Austria Salzburg im Juli 1999 und wechselte zum Ligakonkurrenten LASK. Für die Linzer kam er in 20 Bundesligaspielen zum Einsatz, in denen er zwei Tore erzielte.
Nach einer Saison in der oberösterreichischen Landeshauptstadt kehrte Bradaric zur Saison 2000/01 zu Austria Salzburg zurück. Während seines zweiten Engagements für die Salzburger kam er zu sechs Bundesligaeinsätzen. Im Jänner 2001 wechselte er zum Zweitligisten BSV Bad Bleiberg. In seinem ersten halben Jahr bei Bad Bleiberg absolvierte er neun Spiele in der zweiten Liga und erzielte dabei zwei Tore. Zu Saisonende verpasste er mit dem Verein mit zwei Punkten Rückstand auf Meister FC Kärnten knapp den Aufstieg in die Bundesliga. Auch in seiner zweiten Saison bei den Kärntnern spielte er mit dem Verein um den Aufstieg, in der 33. Runde musste man die Tabellenführung abgeben, schlussendlich fehlten nach nur vier Punkten aus den letzten vier Spielen allerdings fünf Punkte auf den Meister ASKÖ Pasching. In seiner zweiten Saison absolvierte Bradaric 32 Spiele in der Liga, in denen er sieben Tore erzielen konnte.
Nach eineinhalb Jahren bei Bad Bleiberg wechselte er zur Saison 2002/03 zum Zweitligaaufsteiger Wiener Sportklub. In jener Saison kam er in allen 36 Saisonspielen der Wiener zum Einsatz und erzielte dabei zehn Tore. Allerdings musste er mit dem WSK zu Saisonende als Tabellenletzter in die Regionalliga absteigen. Daraufhin wechselte Bradaric zur Saison 2003/04 zum Zweitligisten SC Austria Lustenau. Für Lustenau kam er in jener Saison zu 32 Zweitligaeinsätzen, in denen er sieben Tore erzielte. Er beendete die Saison mit den Vorarlbergern auf dem zweiten Tabellenrang, auf Meister FC Wacker Tirol fehlten sieben Punkte.
Nach einer Saison im Ländle wechselte er im Sommer 2004 zum Ligakonkurrenten SC Untersiebenbrunn. Für die Niederösterreicher kam er in der Saison 2004/05 in allen 36 Saisonspielen zum Einsatz und erzielte dabei drei Treffer. Mit Untersiebenbrunn beendete er die Saison zwar auf dem achten Tabellenrang, allerdings wurde dem Verein die Lizenz verweigert, woraufhin der Verein aufgelöst wurde. Daher wechselte er zur Saison 2005/06 zum Regionalligisten SC-ESV Parndorf 1919. Mit den Burgenländern konnte er zu Saisonende als Meister der Regionalliga Ost in die zweite Liga aufsteigen, Bradaric kam in der Aufstiegssaison in allen 30 Spielen zum Einsatz und konnte dabei neun Tore erzielen. In der ersten Saison nach dem Aufstieg absolvierte er 29 Spiele in der zweithöchsten Spielklasse für Parndorf und machte dabei fünf Tore.
Zur Saison 2007/08 wechselte er ein drittes Mal zum inzwischen fünftklassigen SK Vorwärts Steyr. Nach einem halben Jahr bei Steyr wechselte er zum SV Sieghartskirchen, für den er bis zur Winterpause der Saison 2011/12 aktiv war. Danach spielte er noch für den FC Rohrendorf, USV Atzenbrugg, ESV Krems, ASV Radlberg, SC Senftenberg, SV Gablitz und den SV Zeiselmauer. 2012 war er kurzzeitig für den Polizei SV Wien als Futsalspieler im Einsatz und brachte es bei zwei Einsätzen in der österreichischen Zweitklassigkeit zu einem Treffer.
Im Jänner 2019 wechselte er zum SV St. Andrä-Wördern und von dort Anfang des Jahres 2020 zum SC Sitzenberg-Reidling, für den er es bis zum Abbruch des Spielbetriebs aufgrund der COVID-19-Pandemie jedoch nur zu Einsätzen in Vorbereitungsspielen brachte. Im Herbst 2020 absolvierte er dann sechs Meisterschaftsspiele für den Klub und verließ den Verein daraufhin wieder als Spieler.

### Als Trainer
Bradaric fungierte neben seiner Tätigkeit als Spieler ab Oktober 2009 auch als Trainer beim SV Sieghartskirchen. Diese Funktion hatte er bis zu seinem Wechsel als Spieler zu Rohrendorf im Jänner 2012 inne. Zur Saison 2012/13 wurde er Spielertrainer beim USV Atzenbrugg. Atzenbrugg führte er in der Saison 2013/14 zum Meistertitel in der sechstklassigen Gebietsliga, womit man in die 2. Landesliga aufsteigen konnte. Nach dem Aufstieg trennte sich der Verein allerdings von Bradaric im Juni 2014.
Daraufhin übernahm er im selben Monat als Spielertrainer den FC Rohrendorf, für den er bereits zuvor als Spieler aktiv gewesen war. Zur Saison 2015/16 wechselte er als Spielertrainer ein zweites Mal zu Sieghartskirchen. Mit dem Verein konnte er zu Saisonende als Meister der Gebietsliga in die 2. Landesliga aufsteigen. Nach dem Aufstieg wurde er zur Saison 2016/17 Co-Trainer von Goran Djuricin beim Regionalligisten ASK Ebreichsdorf.
Nach dem Wechsel von Djuricin zum SK Rapid Wien wurde Bradaric im November 2016 Cheftrainer von Ebreichsdorf. Im Mai 2017 trennte sich der Verein nach Saisonende von Bradaric. Im November 2017 wurde er Spielertrainer des sechstklassigen SV Gablitz. Im November 2018 trennten sich Gablitz und Bradaric einvernehmlich. In der Winterpause der Saison 2018/19 wurde er Trainer des viertklassigen ASV Spratzern. Im Sommer 2019 wurde er Trainer des USC Grafenwörth, der er nach einer Saison jedoch wieder verließ. Im Herbst 2020 wurde er als Sportlicher Leiter des SV Gablitz vorgestellt und war kurzzeitig auch Interimstrainer der ersten Kampfmannschaft. Nach einer Saison wurde die Zusammenarbeit wieder beendet. Ab Jänner 2022 war Bradaric Trainer des USV Atzenbrugg mit Spielbetrieb in der siebentklassigen 1. Klasse Nordwest/Mitte. Im April 2023 wurde er von seinen Pflichten entbunden.